# Liobracon brullei
Liobracon brullei är en stekelart som först beskrevs av Gyöö Viktor Szépligeti 1908.  Liobracon brullei ingår i släktet Liobracon och familjen bracksteklar. Inga underarter finns listade i Catalogue of Life.